# Seznam slovenskih umetnostnih zgodovinarjev
Seznam slovenskih umetnostnih zgodovinarjev

## A
- Tatjana Adamič
- (Antonio Alisi/Antonio Leiss; ps. Italo Sennio)
- Tamara Andrejek
- Anka Aškerc
- Cene Avguštin
- Maja Avguštin
- Maruša Avguštin
- Franc Avsec (?)
- Melita Ažman

## B
- Ines Babnik
- Bogdan Badovinac
- Zdenka Badovinac
- Lenka Bajželj (r. Jaš)
- Janez Balažic
- Vera Baloh
- Aleksander Bassin
- Miloš Bašin
- Jerneja Batič
- Marjetka Bedrač
- Lea Belec
- Gorazd Bence
- Mario Berdič Codella
- Hubert Bergant
- Nejc Bernik
- Stane Bernik
- Valentina Bevc Varl
- Vanda Bezek (r. Driusso) (it./hrv.-slov.)
- Lojze Bizjak
- (Janez Bogataj)
- Barbara Borčić
- Andreja Borin
- Majda Božeglav Japelj
- Milena Božiček (-Koren)
- Rajka Bračun Sova
- (Andreja Brancelj Bednaršek)
- Sandra Bratuša
- Tina Bratuša
- Matjaž Brecelj
- Taja Brejc
- Tomaž Brejc
- Katarina Brešan
- Mateja Breščak
- Irma Brodnjak Firbas
- Andreja Brulc
- Matjaž Brulc
- Saša Bučan
- Vesna Bučić
- Olga Butinar Čeh

## C
- Izidor Cankar
- Breda Cechich-Stepič
- Katja Ceglar?
- Gašper Cerkovnik
- Anica Cevc
- Emilijan Cevc
- Noah Charney
- Nataša Ciber
- Marjeta Ciglenečki
- Štefka Cobelj
- Miha Colner
- Jože Curk
- Lurška Curk Kobilica

## Č
- Bojana Čampa
- Aleksandra Čas
- Neža Čebron Lipovec
- Hana Čeferin
- Petra Čeh
- Irena Čerčnik
- Anabel Černohorski
- Robert Červ
- Jelisava (Špelca) Čopič

## D
- Katarina Dajčman
- Manuela Dajnko
- Tjaša Debeljak Duranović
- Gorazd Dekleva
- Bilka Demšar Starman
- Josef Dernjač (slov.-avstrijski) (1851-1920)
- Narcisa Desković??
- Jure Detela
- Alenka Di Battista
- Karel Dobida
- Andrej Doblehar
- Saša Dobrila
- Metka Dolenec Šoba
- Jože Dolmark?
- Marjana Dolšina Delač
- Alenka Domjan (r. Salesin)
- Jure Donša
- Josip Dostal
- Gregor Dražil
- Marinka Dražumerič
- Iztok Durjava

## E
- Miloš Ekar
- Modest Erbežnik
- Ana Ereš

## F
- Bogomil Fatur
- Jana Ferjan Intihar
- Jure Ferlan
- Matic Ferlan
- Klavdija Figelj
- Blaženka First
- (Peter Fister)
- Janez Flis
- Tina Fortič Jakopič

## G
- Ante Gaber
- Slavko Gaberc
- Meta Gabršek-Prosenc
- Stanka Gačnik
- Maruša Gantar
- Tine (Martin) Germ
- Damir Globočnik
- Nadja Gnamuš
- Anton Gnirs (češ. rodu)
- (Franc Gnjezda)
- Gaja Golija
- Nataša Golob
- Sara Nuša Golob Grabner
- Tomaž Golob
- Marcel Gorenc (na Hrv.)
- Maks Goričar?
- Vojko Gorjan
- Lojze Gostiša
- (Nika Grabar)
- (Dušan Grabrijan)
- Branko Gradišnik
- Petja Grafenauer
- Alenka Gregorič
- Jože Gregorič
- Mira Grunčić Krajnc
- Eva Gspan
- Mojca Guček Kovač?

## H
- Sara Hajdinac
- Katarina Hergold Germ
- Katarina Hergouth
- Janez Höfler
- Alenka Horvat
- Jasna Horvat
- Iztok Hotko
- Sonja Ana Hoyer
- Andreja Hribernik ?
- (Karel Hribovšek)
- Jože Hudeček
- Herman Hus?

## I
- Breda Ilich Klančnik
- Robert Inhof
- Jana Intihar Ferjan
- Anja Iskra
- Monika Ivančič Fajfar
- Nataša Ivanović

## J
- Barbara Jaki
- Lado Jakša
- Pavla Jarc
- Beba Jenčič
- Brigita Jenko
- Marko Jenko
- Mojca Jenko
- Majda Jerman?
- Nina Jeza
- Tomaž Jurca?
- Urška Jurman
- Mirko Juteršek
- (Borut Juvanec)

## K
- Mira Kalan
- Mirko Kambič
- Vesna Kamin Kajfež
- Sergej Kapus
- Manca Karba (r. Burgar)
- Nataša Kavčič
- Metoda Kemperl
- Božidar Kemperle
- Simona Kermavnar
- Peter Kerševan?
- Jure Kirbiš
- Darinka Kladnik
- Živa Kleindienst
- Sonja Klemenc
- Bojan Klemenčič
- Matej Klemenčič
- Milojka Kline
- Ana Kocjančič
- Jasna Kocuvan Štukelj
- Stanko Kokole
- Darinka Kolar Osvald
- Breda Kolar Sluga
- (Franc Komatar)
- Ivan (Drago) Komelj
- Milček Komelj
- Miklavž Komelj
- Renata Komić Marn
- Meta Kordiš?
- Milena Koren-Božiček
- Majča Korošaj (Majda Koroša)
- (Branko Korošec)
- Verena Koršič Zorn
- Franc Melhior Kos
- Marija Amalija Kos > por. Planinc
- Mateja Kos
- Simona Kostanjšek Brglez
- Aleksandra Kostič
- Tina Košak
- Marko Košan
- (Fedja Košir)
- Mojca Marjana Kovač
- Gabrijela Kovačič
- Nadja Kovačič
- Brane Kovič
- Breda Kovič
- Nataša Kovšca
- Ajda Kozjek
- Jernej Kožar
- Barbara Koželj Podlogar
- David Kožuh
- Milena Kožuh?
- Igor Kranjc
- Mateja Krapež
- Asja Krečič
- Peter Krečič
- Ana Krevelj
- Judita Krivec Dragan
- Anabelle Križnar
- Kornelija Križnič
- Vesna Krmelj
- Janez Kromar
- Andrej Kropej
- Maja Kržišnik
- Zoran Kržišnik
- Dunja Kukovec
- Seta Kurelac
- Primož Kuret

## L
- Primož Lampič
- Ana Lavrič
- Franci Lazarini
- Nika Leben
- Tajda Lekše ?
- Vid Lenard
- Marko Lesar
- Goran Lesničar Pučko
- Marjana Lipoglavšek Cimerman
- Jadranka Ljubičić Plut
- Tevž Logar?
- Janez Lombergar
- Aleksej Adrijan Loos
- Marja Lorenčak Kiker
- Maja Lozar Štamcar
- Rajko Ložar (1904-1985)
- Uroš Lubej (umetnostni zgodovinar)
- Neža Lukančič
- Alenka Lukman Košir

## M
- Zala Maček
- Katja Mahnič
- Lovro (Lovre) Mahnič (1832-1866)
- Branka Majerič
- Gorazd Makarovič
- Martina Malešič
- Josip Mantuani (1860-1933)
- Jassmina Marijan
- Marko Marin
- Marjeta Marinčič
- Ivan Marković
- (Marijan Marolt)
- Tanja Martelanc
- Jožef Matijevič
- Nives Marvin
- Tanja Mastnak
- Mateja Maučec
- Andrej Medved
- Katra Meke
- Dejan Mehmedovič
- Helena Menaše (?)
- Lev Menaše
- Ljerka Menaše
- Luc(ijan) Menaše
- Teja Merhar
- France Mesesnel
- Janez Mesesnel
- Boris Mihalj
- Breda Mihelič
- Tone Mikeln
- Magda Miklavčič Pintarič
- Janez Mikuž
- Jure Mikuž
- Marjeta Mikuž
- Stane Mikuž
- Goran Milovanović?
- Breda Misja
- Irene Mislej
- Ana Mizerit
- Jana Mlakar, muzealka
- Karolina (Kaja) Mlakar
- Eva Mlinar
- Gregor Moder (1949)
- Katarina Mohar
- Michel Mohor
- Vojeslav Molè
- (Antonio Morassi)
- Milena Moškon
- (Jožef Muhovič)
- Matija Murko (1940)
- Barbara Murovec
- (Marjan Mušič)
- Mina Mušinović

## N
- Saša Nabergoj
- Lilijana Nedić
- Nelida Nemec
- Renata Novak Klemenčič

## O
- Franc Obal
- Ana Obid
- Nadja Ocepek
- (Gustav Ogrin)
- Katja Ogrin
- Minka Osojnik
- (Alojzij Ostrc)
- Monika Osvald
- Mija Oter Gorenčič
- Maja Oven

## P
- Daša Pahor
- Olga Paulič
- Eva Pavlič Seifert
- Donovan Pavlinec
- Andrej Pavlovec
- Damjana Pečnik
- Franci Pečnik
- Monika Pemič
- Tomaž Pengov
- Nika Perne?
- Robert Peskar
- Gašper Peternel
- Nataša Petrešin Bachelez
- Eva Pezdiček
- Alenka Pikl
- Špela Pipan
- Jelka Pirkovič
- Jani Pirnat
- Nina Pirnat Spahić
- Bojana Piškur
- Marija Mica Planinc (Marija Amalija Kos)
- Lara Plavčak
- Barbara Plestenjak Jemec
- Božena Plevnik
- Matija Plevnik
- Nuša Podgornik
- Mateja Podlesnik
- Aljaž Pogačnik
- Helena Pogačnik Grobelšek
- Ana Pokrajac Iskra
- Nataša Polajnar Frelih
- Marjetica Polenčič (r. Jug)
- Mirjam Poljanšek
- Mateja Poljšak Furlan
- Tina Ponebšek
- Graziella Ponis Sodnikar?
- Nina Popič
- Ana Porok
- Tina Potočnik
- Peter Povh ?
- Sabina Povšič
- Marko Pozzetto
- Cvetka Požar
- Alja Predan
- Tatjana Pregl Kobe
- Kristina Preininger
- Damjan Prelovšek
- Janez Premk ml.
- Iztok Premrov
- Marlen Premšak
- (Primož Premzl)
- Jovita Pristovšek
- (Miklavž Prosenc?)
- Dejan Prša
- Breda Puc Bijelič
- Ana Pucelj
- Mojca Puncer

## Q
- Saša (Alessandro) Quinzi

## R
- Andreja Rakovec
- Mira Rančov
- Radivoj Rehar?
- Magda Reja?
- Milko Rener
- Blaž Resman
- Petra Rezar
- Marija Režek Kambič
- Bojana Rogelj Škafar
- Bojana Rogina
- Aleš Rojec
- Boštjan Roškar
- Blaž Rotar
- Braco Rotar
- Borut Rovšnik
- Ksenija Rozman
- Barbara Rupel
- Katarina Rus Krušelj

## S
- Milan Sagadin
- Sandra Sajovic
- Eva Sapač
- Igor Sapač
- Barbara Savenc
- Ivan Sedej
- Kristjan Sedej
- Helena Senčar Šimonka
- Juša Serajnik Vavken
- Helena Seražin
- Nada Sevšek
- Alenka Simončič
- Marjeta (Metka) Simončič
- Robert Simonišek
- Marjetica Simoniti
- Sandi Sitar
- Marija Skočir
- Hugo Skopal
- Nina Skumavc
- Ana Sluga?
- Dejan Sluga?
- Emil Smole
- Nataša Smolič
- Andrej Smrekar (umetnostni zgodovinar)
- (Lado Smrekar - galerist)
- Tamara Soban?
- Boštjan Soklič
- Jakob Soklič
- Ksenija Sokolov (por. Richardson)
- Sarival Sosič
- Nina Sotelšek
- Damjan Sova
- Špela Spanžel
- Avguštin Stegenšek
- France Stele`
- Melita Stele` Možina
- Bernarda Stenovec
- Lilijana Stepančič
- Barbara Sterle Vurnik
- Viktor Steska
- Anamarija Stibilj-Šajn
- Breda Stepič-Cechich
- Iva Stiplovšek (r. Lavrič)
- Lučka Stojan
- Aleš Stopar
- Ivan Stopar
- Anton Stupica
- Urška Suhadolc
- Jasna Svetina
- Renske Svetlin

## Š
- Dagmar Šalamun (Miša Šalamun, r. Gulič)
- Tomaž Šalamun
- Saša Šantel
- Ferdinand Šerbelj
- Fran Šijanec
- Helena Šimonka (r. Senčar)
- Tanja Šimonka
- Majda Širca Ravnikar
- Nevenka Šivavec
- Polona Škodič
- Živa Škodlar
- Breda Škrjanec
- Aina Šmid
- Katarina Šmid
- Igor Španjol
- Renata Štebih
- Samo Štefanac
- Vladimir P. Štefanec
- Janez Šter
- Irena Šterman
- Tomaž Štoka
- Lara Štrumej
- Mojca Štuhec
- France Štukl
- Hanka Štular
- (Ivan Šubic)
- Jadranka Šumi
- Nace Šumi
- Petra Šušteršič

## T
- Ferdinand Tancik
- Lidija Tavčar
- Vesna Teržan
- Urška Todosovska Šmajdek
- Pavel Toplak
- Tanja Tomažič
- Roman Tominec
- Ida Tomše Vrečko
- Kristina Toplak
- Pavel Toplak
- Polona Tratnik ?
- Tamara Trček Pečak
- Alenka Trebušak
- Marijan Tršar
- Sara Turk

## U
- Patrizia Ugrin
- Andrej Ujčič
- Ivana Unuk
- Borut Uršič

## V
- Andrejka Vabič Nose
- Miha Valant
- Nika Vaupotič
- Rudolf Večerin (Rudy Vecerin)
- Saša Vegri
- Janez Veider
- Ciril Velepič
- Matic Veler
- (Vesna Velkovrh Bukilica)
- Petra Vencelj
- Roman Veras?
- Jožko Vetrih
- Maja Vetrih (r. Marija Marković)
- Rok Vevar
- Luka Vidmar (1977)
- Polona Vidmar
- Simona Vidmar Čelik
- Taja Vidmar (Taja Brejc)
- Vida Vidmar (r. Lajovic)
- Vladimir Vidmar
- Rebeka Vidrih
- Tomislav Vignjević
- Breda Vilhar
- Gorazd Vilhar
- Vera Visočnik
- Branko Vnuk
- Rafko Vodeb
- Alenka Vodnik
- Anton Vodnik
- Barbara (Stanič) Vodopivec
- Ines Vodopivec
- Yasmín Martín Vodopivec
- Andreja Volavšek
- Johann Georg Vonbank
- Martina Vovk
- Valentina Vovk
- Asta Vrečko
- (Ivan Vrhovec)
- Polonca Vrhunc - Pika (r. Kokalj, por. Malič)
- Andreja Vrišer
- Sergej Vrišer
- Marko Vuk
- Stanko Vurnik

## W
- Igor Weigl
- Pepca Weiss
- (Fran Windischer)
- Tatjana Wolf Belotto

## Z
- Igor Zabel
- Marijan Zadnikar
- Dejan Zadravec
- Franc Zalar
- Darinka Zelinka
- Nadja Zgonik
- Milena Zlatar
- Asta Znidarčič
- Nada Zoran
- (Ivan Zorman)
- Božidar Zrinski
- Alenka Zupan
- Gojko Zupan
- France Zupan (1929 - 2019)
- Olga Zupan
- (Bogo Zupančič)
- Janja Zupančič
- Anja Zver

## Ž
- Matija Žargi
- Zora Žbontar
- Adela Železnik
- Alenka Železnik
- Karla Železnik
- Marija Železnik
- Milan Železnik
- Janja Železnikar
- Beti Žerovc
- Andreja Žigon
- Avgust Žigon
- Bojana Žigon
- Duška Žitko Podgornik
- Sonja Žitko
- Jan Žugel
- Maja Žvanut
- Simona Žvanut